# Arnold Belkin

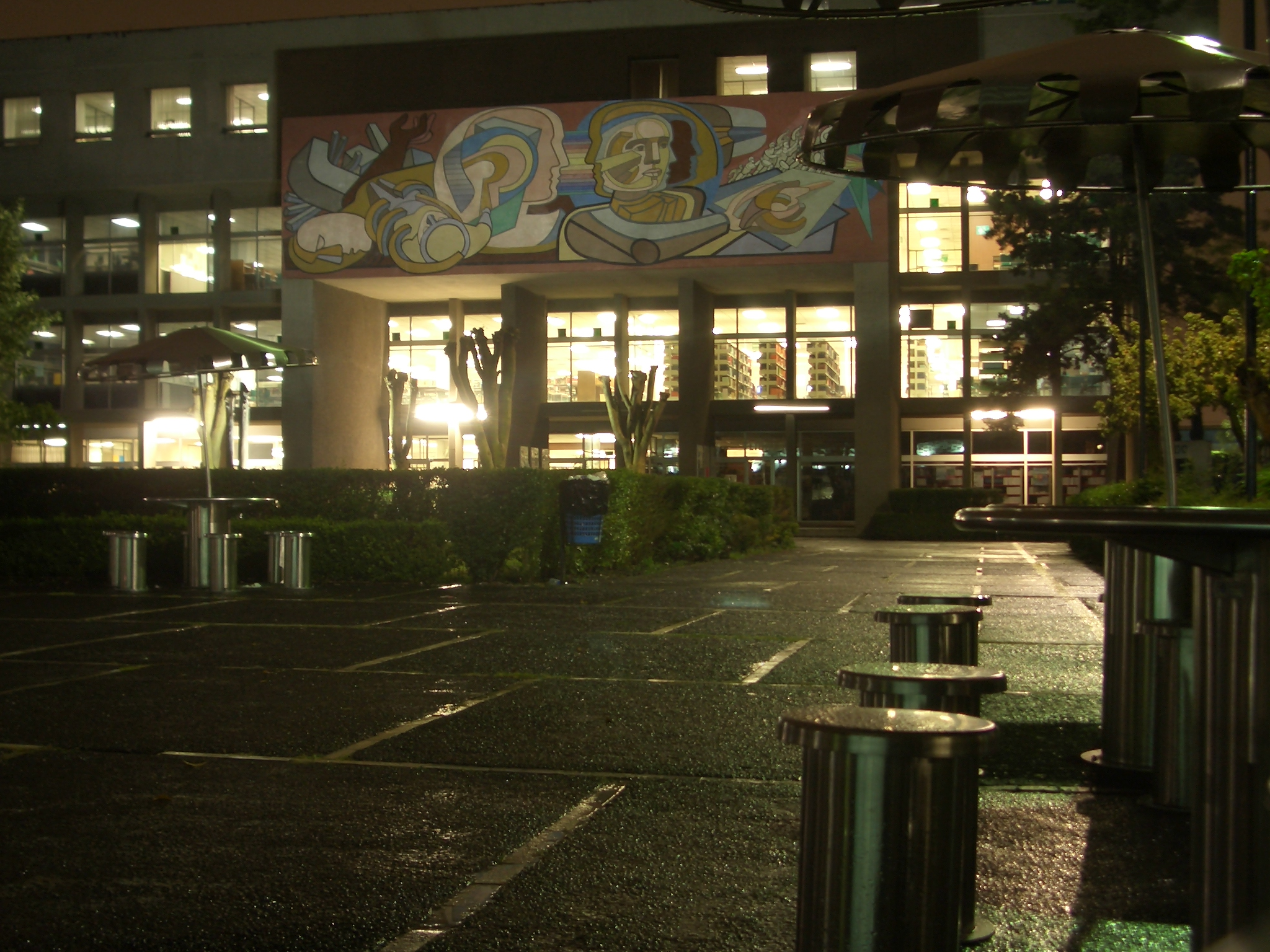
Mural de Arnold Belkin en la Biblioteca de la Unidad Iztapalapa de la UAM (México).

Arnold Belkin (Calgary, 9 de diciembre de 1930 - Ciudad de México, 3 de julio de 1992) fue un artista plástico mexicano de origen canadiense.

## Vida y obra
En 1948 se trasladó a México, donde estudió en la Escuela Nacional de Artes Plásticas (UNAM). Allí se formó en la tradición muralista, recibiendo influencia de pintores como José Clemente Orozco, Rico Lebrún y Leonard Baskin. Hacia la década de 1960, la obra de Belkin se inclinó hacia la plástica con mayor contenido social, en el contexto de la recién triunfante Revolución Cubana.
Por esa misma época, pasó a formar parte del movimiento Nueva Presencia, un movimiento artístico de ruptura, que entre otros, integraba a José Luis Cuevas, Francisco Icaza, Rafael Coronel, Ignacio López y el joven poeta Ezequiel Saad Tobis. En 1968 se trasladó a Europa, donde su obra adquirió un nuevo carácter dinámico en contra de lo estático de sus producciones anteriores. Durante la década de los setenta, su obra adquirirá un matiz dominante de ocre, al tiempo que incursionó en la pintura al óleo y la escultura. En 1977 regresó a México, donde retomaría el muralismo (ya abandonado y descalificado por la corriente artística dominante en el país). Fue invitado a realizar murales en la recientemente inaugurada Universidad Autónoma Metropolitana, donde se conservan cinco murales y varias esculturas de su autoría. Igualmente ejecutó otras piezas en el Colegio Madrid de la Ciudad de México. En 1988 realizó el mural “Descubrimiento y conquista del Nuevo Mundo” en la biblioteca pública Popotla.

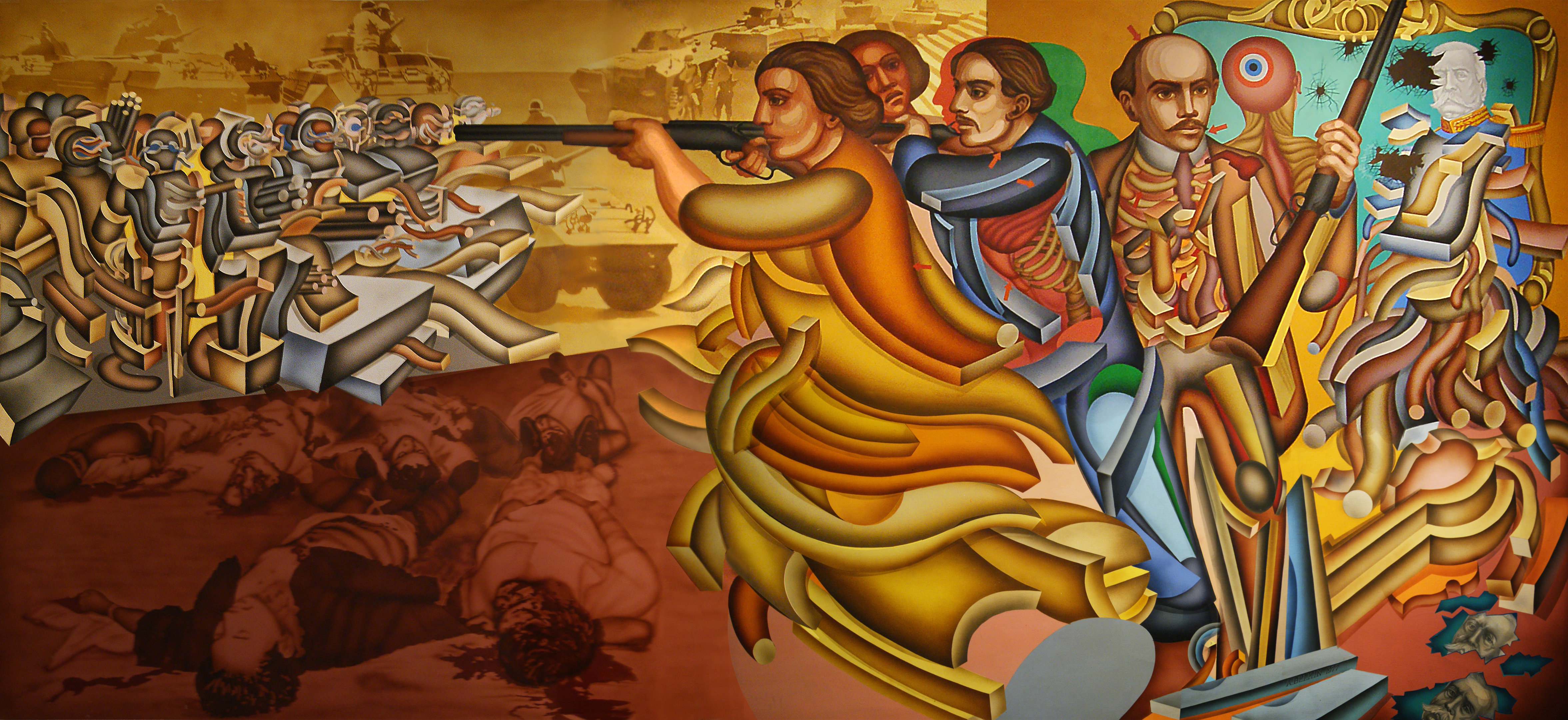
Los hermanos Serdán. La lucha continúa (1977), de Arnold Belkin

En los murales de Arnold Belkin puede reconocerse la voluntad de un artista por dejar testimonio de la historia pasada y presente. En estos trabajos está el drama de la injusticia, la guerra, la muerte y el exilio, así como también el alba del saber y los anhelos de paz.